# November 1989
November 1989 är ett musikalbum utgivet av Benny Andersson 1989. 

## Innehåll och mottagande
Skivan är Anderssons andra soloalbum efter Klinga mina klockor 1987. Albumet är mer inriktat på klassisk musik än föregångaren, vilken innehåller svensk folkmusik. Endast ett spår på skivan framförs med text; The Conducator, som sjöngs av Tommy Körberg och Världsungdomskören. Låten var jämte Stockholm by Night de enda titlarna på engelska. 
Albumet låg sju veckor på den svenska försäljningslistans topp 50 och den nådde som högst plats 13. Omslaget ritades av Marie-Louise Ekman.  

### Låtlista
| Nr | Låt                         | Musik           | Text          | Längd |
| -- | --------------------------- | --------------- | ------------- | ----- |
| 1  | Skallgång                   | Benny Andersson | -             | 3.44  |
| 2  | Machopolska                 | Benny Andersson | -             | 3.20  |
| 3  | Vals efter Efraim Andersson | Benny Andersson | -             | 3.39  |
| 4  | Sekelskiftesidyll           | Benny Andersson | -             | 3.25  |
| 5  | Dans på vindbryggan         | Benny Andersson | -             | 2.27  |
| 6  | Stjuls                      | Benny Andersson | -             | 2.56  |
| 7  | Tröstevisa                  | Benny Andersson | -             | 3.46  |
| 8  | Målarskolan                 | Benny Andersson | -             | 2.34  |
| 9  | Novell #1                   | Benny Andersson | -             | 2.02  |
| 10 | The Conducator              | Benny Andersson | Björn Ulvaeus | 3.56  |
| 11 | Stockholm by Night          | Benny Andersson | -             | 2.56  |

## Medverkande
Följande namn nämns på skivomslaget. 
- Musik: Benny Andersson
- Text till The Conducator: Björn Ulvaeus
- Sång, The Conducator: Tommy Körberg, Världsungdomskören
- Musiker: Orsa Spelmän (Leif Göras, Nicke Göthe, Kalle Moraeus, Olle Moraeus, Perra Moraeus). Kalle Moraeus även elgitarr & bouzouki. Övriga instrument Benny Andersson